# Saint-Hilaire-sur-Yerre
Pour les articles homonymes, voir Saint-Hilaire et Yerre (homonymie).
Saint-Hilaire-sur-Yerre est une ancienne commune française située dans le département d'Eure-et-Loir en région Centre-Val de Loire. Depuis le 1er janvier 2017, Saint-Hilaire-sur-Yerre est intégrée à la commune nouvelle de Cloyes-les-Trois-Rivières.

## Géographie

### Situation

Situation géographique
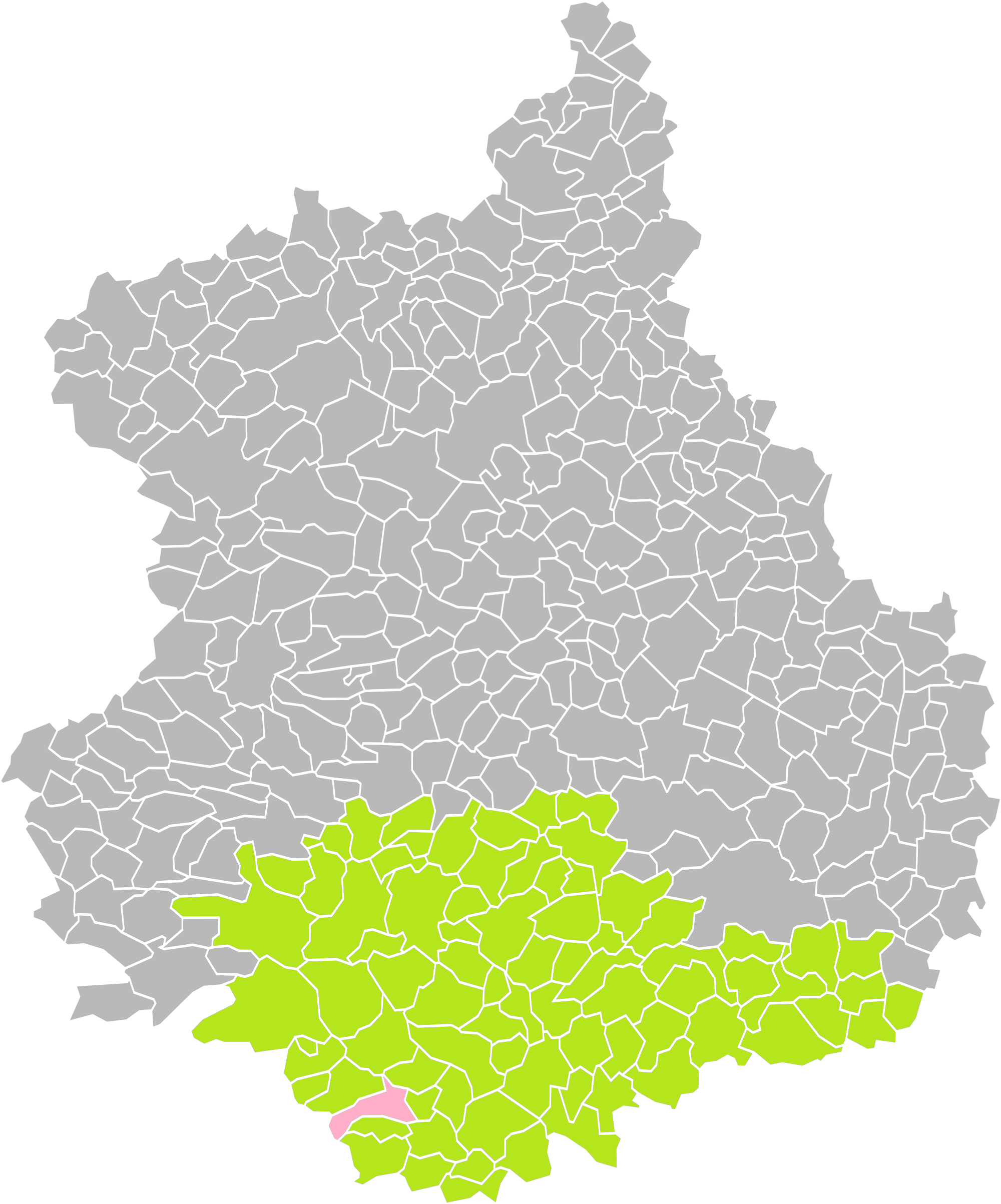
Saint-Hilaire-sur-Yerre dans son arrondissement.
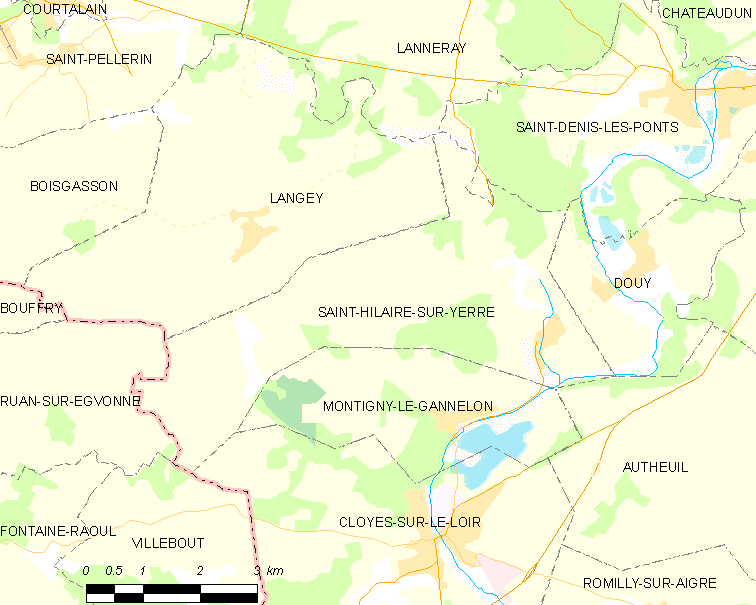
Carte de la commune de Saint-Hilaire-sur-Yerre.

### Communes et département limitrophes
| Langey                                      | Lanneray                | Saint-Denis-les-Ponts |
| Ruan-sur-Egvonne (Loir-et-Cher)             | Saint-Hilaire-sur-Yerre | Douy                  |
| Cloyes-sur-le-Loir Villebout (Loir-et-Cher) | Montigny-le-Gannelon    | Autheuil              |

### Lieux-dits et écarts
- Baronville ;
- Bêchereau ;
- Mersantes ;
- Montauban ;
- Le Puits ;
- Perchonville ;
- Reculay ;

### Hydrographie
La commune est le point de confluence de la rivière Yerre avec le Loir, lui-même sous-affluent du fleuve la Loire par la Sarthe et la Maine.
La commune bénéficie depuis 1993 d'une station hydrologique à Bêchereau : le débit moyen annuel ou module de l'Yerre, observé durant une période de 25 ans (de 1993 à 2018), est de 1,52 m3/s, soit 1 520 litres par seconde. La hauteur maximale instantanée, relevée à Bêchereau le 14 janvier 2004, est de 2,07 m.

## Histoire

### Préhistoire
La découverte, en 1982, d'un riche atelier de débitage du paléolithique supérieur indique une présence humaine sur le site dès la préhistoire. 

#### XXesiècle
Le 1er janvier 2017, Saint-Hilaire-sur-Yerre est intégrée à la commune nouvelle de Cloyes-les-Trois-Rivières, avec statut de commune déléguée.

## Politique et administration

### Liste des maires
| Période                                  | Période          | Identité       | Étiquette    | Qualité                                                        |
| ---------------------------------------- | ---------------- | -------------- | ------------ | -------------------------------------------------------------- |
| avant 1981                               | ?                | Raymond Maulny | DVG puis DVD | Conseiller général du canton de Cloyes-sur-le-Loir (1976-1989) |
| mars 2010                                | 31 décembre 2016 | Jocelyne Nicol | SE           | Fonctionnaire                                                  |
| Les données manquantes sont à compléter. |                  |                |              |                                                                |

## Population et société

### Démographie
L'évolution du nombre d'habitants est connue à travers les recensements de la population effectués dans la commune depuis 1793. À partir du 1er janvier 2009, les populations légales des communes sont publiées annuellement dans le cadre d'un recensement qui repose désormais sur une collecte d'information annuelle, concernant successivement tous les territoires communaux au cours d'une période de cinq ans. 
Pour les communes de moins de 10 000 habitants, une enquête de recensement portant sur toute la population est réalisée tous les cinq ans, les populations légales des années intermédiaires étant quant à elles estimées par interpolation ou extrapolation. Pour la commune, le premier recensement exhaustif entrant dans le cadre du nouveau dispositif a été réalisé en 2004,.
En 2014, la commune comptait 541 habitants, en évolution de +7,55 % par rapport à 2009 (Eure-et-Loir : +1,94 %, France hors Mayotte : +2,49 %).
| 1793 | 1800 | 1806 | 1821 | 1831 | 1836 | 1841 | 1846 | 1851 |
| ---- | ---- | ---- | ---- | ---- | ---- | ---- | ---- | ---- |
| 465  | 562  | 576  | 530  | 668  | 649  | 694  | 728  | 700  |

| 1856 | 1861 | 1866 | 1872 | 1876 | 1881 | 1886 | 1891 | 1896 |
| ---- | ---- | ---- | ---- | ---- | ---- | ---- | ---- | ---- |
| 712  | 676  | 677  | 630  | 605  | 605  | 594  | 577  | 562  |

| 1901 | 1906 | 1911 | 1921 | 1926 | 1931 | 1936 | 1946 | 1954 |
| ---- | ---- | ---- | ---- | ---- | ---- | ---- | ---- | ---- |
| 527  | 507  | 491  | 451  | 455  | 453  | 439  | 421  | 398  |

| 1962 | 1968 | 1975 | 1982 | 1990 | 1999 | 2004 | 2009 | 2014 |
| ---- | ---- | ---- | ---- | ---- | ---- | ---- | ---- | ---- |
| 415  | 406  | 400  | 521  | 565  | 560  | 514  | 503  | 541  |

## Culture locale et patrimoine

### Lieux et monuments
- L'église Saint-Hilaire